# オマー・ハキム
オマー・ハキム（Omar Hakim、1959年2月12日 - ）は、アメリカのドラマーである。
ニューヨーク生まれ。父親は、デューク・エリントンやカウント・ベイシーなどのスウィング・バンドでトロンボーンを吹いていたハサーン・ハキム（Hasaan Hakim）。幼い頃から演奏を始める。マーカス・ミラーとは、少年時代からの友人。甲高い音にチューニングしたスネアドラム、手数の多いドラミング、他の演奏者と「一緒にグルーブしたい」志向が特徴。最近使用しているエレクトリックドラムは、ローランド製。

## 略歴
- 5歳の頃、叔父からクリスマス・プレゼントで貰った子供用の太鼓を叩き始める。
- 10歳の頃、父親のバンドで演奏する。
- 15歳の頃、初めてのツアーに出る。
- 1980年、マイク・マイニエリに出会い、マイクがプロデュースするカーリー・サイモンのバンドのドラマーに。同年渡辺香津美のTochikaツアーでマイク・マイニエリ、マーカス・ミラー、ウォーレン・バーンハートと共に来日公演を行っている。
- 1982年、ウェザー・リポートのドラマーとなる（1985年解散）。
- 1983年、渡辺香津美のアルバム『MOBO』にマーカス・ミラー、マイケル・ブレッカーと共に参加。
- 1980年代、最初の市販ドラムマシン（The Linn Drum Machine、ロジャー・リン(Roger Linn)製作）を手に入れ、ミュージシャンとしての活動の幅の内に入れていく。エレクトロニクス・テクノロジーは、ドラマーの世界に変化をもたらした。
- ナイル・ロジャースとの縁で、デヴィッド・ボウイの『レッツ・ダンス』 (Let's Dance) のレコーディングに参加。
- スティングの『ブルー・タートルの夢』 (The Dream of the Blue Turtles) のレコーディングに参加。
- ダイアー・ストレイツの『ブラザーズ・イン・アームス』 (Brothers in Arms)のレコーディングに参加。
- 1991年、1992年 - ライブ・アンダー・ザ・スカイに出演。
- 2004年、ローランド 『サウンド・スパーク 2004』 V-Drums SUPER SESSION に参加。
- 2006年、2010年、東京JAZZに出演。2010年には『Tochika 2010』として渡辺香津美と再競演している。
- 2012年 2月末-3月にMiles Davis' Alumni Super Sessionの一員としてロベン・フォード、ダリル・ジョーンズらと  ビルボードライブ東京で公演を行っている。
- 2015年 同年6月20日-8月3日までドメスティックバイオレンスの容疑で逮捕されたジャーニーのドラマー、ディーン・カストロノヴォのピンチ・ヒッターとして、アメリカ国内及びカナダツアーの代役を務める。

## 概要
ジャズ、リズム・アンド・ブルース、フュージョン系のドラムを叩くドラマーとして、ジャンルを問わず多くのミュージシャンのレコーディング、セッションライブに参加してきた。
ウェイン・ショーター、渡辺香津美、及川光博、キャロル・キング、佐野元春、ジョージ・ベンソン、ジョー・サンプル、ジョン・スコフィールド、スタンリー・クラーク、槇原敬之、SMAP、嵐、デイヴィッド・サンボーン、ハービー・ハンコック、マーカス・ミラー、マイルス・デイヴィス、吉田美和、リー・リトナー、マドンナ、大黒摩季、マライア・キャリー、セリーヌ・ディオンほか多数。

## ディスコグラフィ

### リーダー・アルバム
- 『リズム・ディープ』 - Rhythm Deep (1989年、GRP) ※第32回グラミー賞にノミネート
- 『グルーヴ・スミス』 - The Groovesmith (2000年、Oh Zone Entertainment)
- 『トリオ・オブ・オズ』 - The Trio of OZ (2010年) ※トリオ・オブ・オズ名義
- We are One (2014年) ※The Omar Hakim Experience名義
- Eyes to the Future, Vol. 1 (2019年) ※OZmosys名義、EP

### グレイト・ジャズ・トリオ
- 『星影のステラ』 - Stella by Starlight (2006年、Eighty-Eight's) ※with ハンク・ジョーンズ、ジョン・パティトゥッチ
- July 5 th - Live at Birdland NY (2007年、Eighty-Eight's)
- July 6 th - Live at Birdland NY (2007年、Eighty-Eight's)